# Steve Fisher (Drehbuchautor)
Steve Fisher (* 29. August 1912 in Marine City, Michigan als Stephen Gould Fisher; † 27. März 1980 in Canoga Park, Kalifornien) war ein US-amerikanischer Drehbuchautor, der einmal für den Oscar für die beste Originalgeschichte nominiert war.

## Leben
Fisher begann seine Laufbahn als Drehbuchautor in der Filmwirtschaft Hollywoods 1938 bei dem Filmdrama The Nurse from Brooklyn von S. Sylvan Simon mit Sally Eilers, Paul Kelly und Larry J. Blake. Er verfasste die Drehbücher und Vorlagen zu 95 Filmen und Fernsehserien. Seine Erzählung Short Leave wurde 1939 als Navy Secrets verfilmt. Sein Roman I Wake Up Screaming wurde zweimal verfilmt: zum einen 1941 als I Wake Up Screaming, zum anderen 1953 als Vicki.
Bei der Oscarverleihung 1944 war Fisher für den Oscar für die beste Originalgeschichte nominiert, und zwar für den auf seiner gleichnamigen Erzählung und von Delmer Daves inszenierten Kriegsfilm Bestimmung Tokio (Destination Tokyo, 1943) mit Cary Grant, John Ridgely und Alan Hale Sr. in den Hauptrollen.

## Veröffentlichungen
- Homicide Johnny. 1940.

## Filmografie (Auswahl)
- 1940: Die Hölle der Südsee (Typhoon)
- 1941: I Wake Up Screaming
- 1943: Bestimmung Tokio (Destination Tokyo)
- 1947: Ein Mensch verschwindet (Dead Reckoning)
- 1947: Die Dame im See (The Lady in the Lake)
- 1947: Das Lied vom dünnen Mann (The Song of the Thin Man)
- 1948: Todeszelle Nr. 5 (I Wouldn’t Be in Your Shoes)
- 1952: Schlachtzone Pazifik (Battle Zone)
- 1952: Sturmgeschwader Komet (Flat Top)
- 1953: Der Cowboy von San Antone (San Antone)
- 1953: Am Tode vorbei (Woman They Almost Lynched)
- 1953: Chicago – 12 Uhr Mitternacht (City That Never Sleeps)
- 1953: Der Mann vom Alamo (The Man from the Alamo)
- 1953: Das Gangster-Syndikat (36 Hours)
- 1954: Razzia im Chinesenviertel (Hell’s Half Acre)
- 1954: Eine Nacht mit Susanne (Susan Slept Here)
- 1955: Ein Fall für Johnny Denton (The Big Tip Off)
- 1955: Der zäheste Raufbold (The Toughest Man Alive)
- 1957: Ein Kerl wie Dynamit (The Restless Breed)
- 1960: Der Schatz der Balearen (September Storm)
- 1962–1963: Sprung aus den Wolken (Ripcord, Fernsehserie)
- 1965: Schwarze Sporen (Black Spurs)
- 1967: Der Blutige Westen (Red Tomahawk)
- 1975: Der letzte Ritt der Daltons (The Last Day, Fernsehfilm)
- 1978–1981: Fantasy Island (Fernsehserie)